# انرژی بادی

افزایش ظرفیت جهانی توربین‌های بادی نصب شده (۲۰۱۸)

انرژی با (به انگلیسی: Wind power) تبدیل انرژی باد به نوعی مفید از انرژی مانند انرژی الکتریکی (با استفاده از توربین‌های بادی)، انرژی مکانیکی (مثلاً در آسیاب‌های بادی یا پمپ‌های بادی) یا پیش‌رانش قایق‌ها و کشتی‌ها (مثلاً در قایق‌های بادبانی) است. در آسیاب‌های بادی از انرژی باد مستقیماً برای خرد کردن دانه‌ها یا پمپ کردن آب استفاده می‌شود.
در پایان سال ۲۰۱۰، میزان ظرفیت نامی تولید برق بادی در سراسر جهان برابر ۱۹۷ گیگاوات بود. امروزه توان بادی در دنیا ظرفیت تولید سالانه ۴۳۰ تراوات ساعت انرژی الکتریکی را دارد که این میزان، ۲٫۵٪ مصرف برق دنیاست. در ۵ سال گذشته، رشد متوسط سالانه در توان بادی دنیا ۲۷٫۶٪ بوده و انتظار می‌رود که سهم باد در تولید انرژی الکتریکی دنیا تا سال ۲۰۱۳ به ۳٫۳۵٪ و تا سال ۲۰۱۸ به ۸٪ برسد.
نخستین استفاده از انرژی باد توسط ایرانیان باستان برای آبیاری مزارع بود. آن‌ها از توان باد برای به حرکت درآوردن چرخ‌هایی استفاده می‌کردند تا آب را به سطح زمین و مزارعشان بیاورند.
آز آنجایی که منابع فسیلی مانند نفت و گاز تجدید ناپذیر بوده و روزی به پایان می‌رسند، باد به عنوان یک منبع انرژی پاک محسوب شده و هزینه تولید برق به وسیلهٔ آن کمتر از تولید برق با استفاده از سوخت‌های فسیلی است و همچنین آلودگی و گاز گلخانه ای کمتری تولید می‌کند.
معایبی هم برای این نوع انرژی ذکر شده‌است. جلوه بد و همچنین صدای بلند که برای حیوانات و به‌خصوص پرندگان آزار دهنده است، از معایب انرژی بادی می‌باشد.
نیروگاه‌های بادی به دلیل متغیر بودن وزش باد به صورت مداوم قادر به تولید برق نیستند.
برای استفاده از انرژی بادی و تولید برق، از توربین استفاده می‌شود. توربین سه پره ای مرسوم‌ترین توربین بادی می‌باشد. بسیار از کشورها به این انرژی روی آورده‌اند. کشور چین رتبه نخست استفاده از انرژی باد و تبدیل آن به برق را در اختیار دارد.

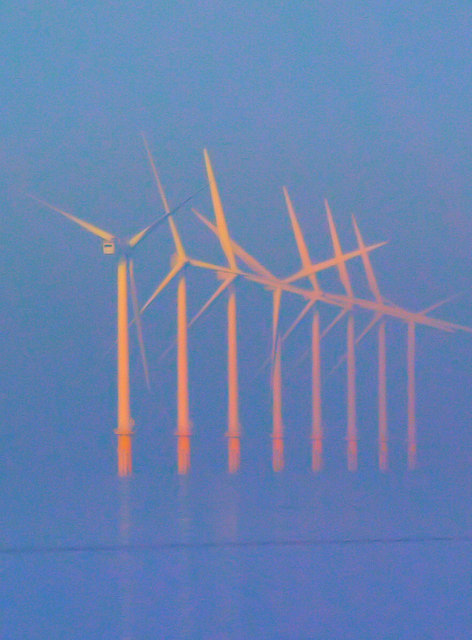
یک نیروگاه بادی در شمال غرب انگلستان

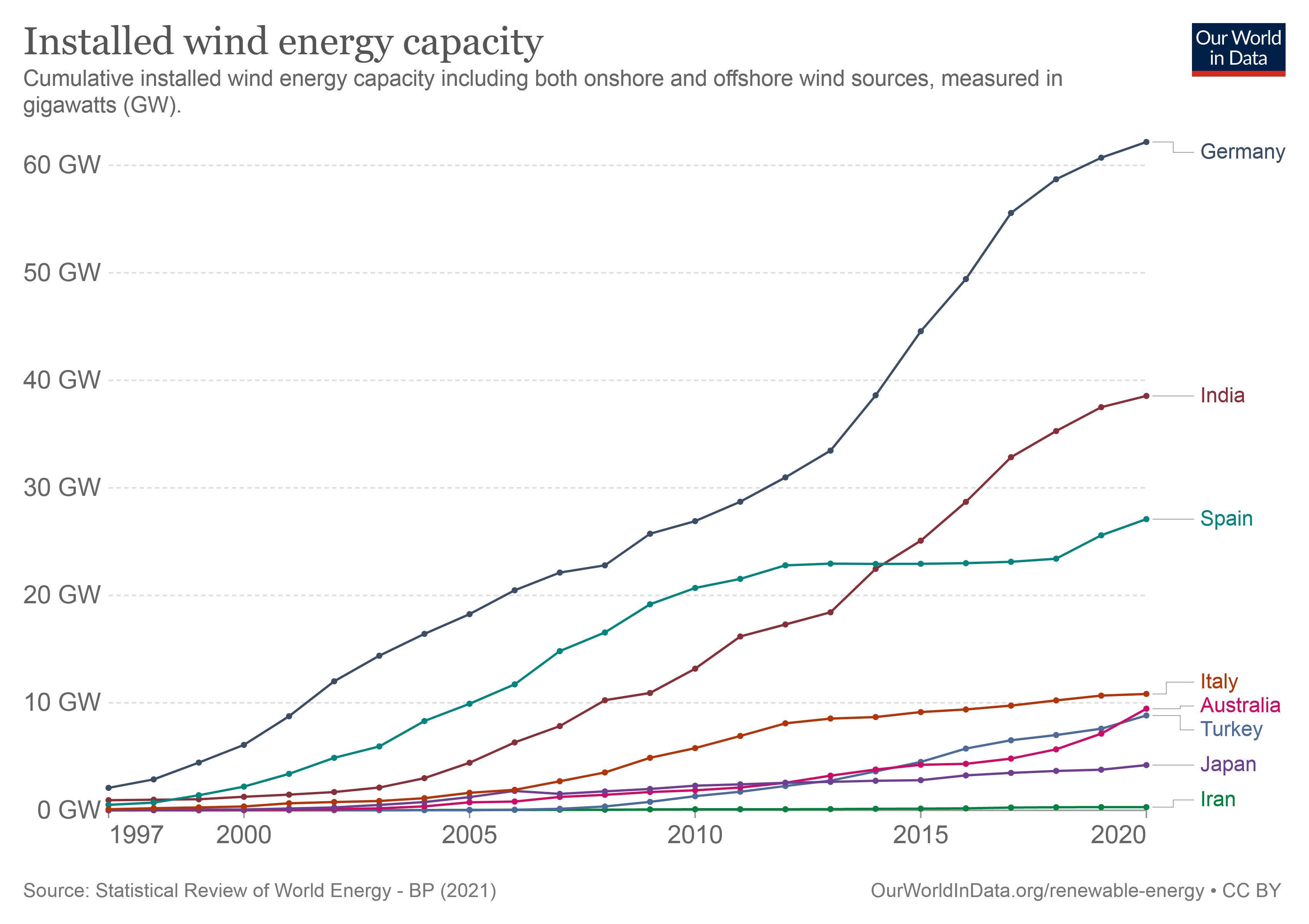
مقایسه میزان ظرفیت توربین‌های بادی نصب شده ایران با چندین کشور دیگر بر حسب گیگاوات تا سال ۲۰۲۰.

کشورهای دانمارک با ۲۱٪، پرتغال با ۱۸٪، اسپانیا با ۱۶٪، ایرلند با ۱۴٪ و آلمان با ۹٪ از نظر درصد تولید برق بادی از کل تولید انرژی الکتریکی در جایگاه‌های نخست قرار دارند. در سال ۲۰۱۱، ۸۳ کشور در دنیا از توان بادی برای تولید برق استفاده کرده‌اند.
انرژی بادی در مقادیر زیاد در مزارع بادی تولید و به شبکه الکتریکی متصل می‌شود. از توربین‌ها در تعداد کم معمولاً فقط برای تأمین برق در مناطق دور افتاده استفاده می‌شود.
باد یکی از شاخصه‌های اصلی انرژی خورشیدی و هوای متحرک است که از تابش خورشید که از خارج به اتمسفر می‌رسد به انرژی بادی تبدیل می‌شود.
اما از جمله دلایل تمایل کشورها برای افزایش ظرفیت تولید برق بادی مزایای بسیار زیاد این روش تولید انرژی الکتریکی است، چراکه انرژی بادی تجدیدپذیر و پاک محسوب می‌شود و در همه جای دنیا وجود دارد، همچنین استفاده از آن در مقایسه با استفاده از انرژی سوخت‌های فسیلی، میزان کمتری گاز گلخانه‌ای منتشر می‌کند.

## تاریخچه
قدیمی‌ترین روش استفاده از انرژی باد، به ایران باستان بازمی‌گردد. برای نخستین بار، ایرانیان موفق شدند با استفاده از نیروی باد، دلو یا چرخ چاه را به گردش درآورده و از چاه‌های آب خود، آب را به سطح مزارع برسانند.
احتمالاً نخستین ماشین بادی توسط ایرانیان باستان ساخته شده‌است و یونانیان برای خرد کردن دانه‌ها و مصریها، رومی‌ها و چینی‌ها برای قایقرانی و آبیاری از انرژی باد استفاده کرده‌اند.
در قرن ۱۳ این فناوری توسط سربازان صلیبی به اروپا برده شد و هلندی‌ها فعالیت زیادی در توسعه دستگاه‌های بادی داشتند، به‌طوری‌که در اواسط قرن نوزدهم در حدود ۹ هزار ماشین بادی به منظورهای گوناگون مورد استفاده قرار می‌گرفته‌است. در زمان انقلاب صنعتی در اروپا استفاده از ماشین‌های بادی رو به کاهش گذاشت. استفاده از انرژی باد در ایالات متحده از سال ۱۸۵۴ شروع شد. از این ماشین‌ها بیشتر برای بالا کشیدن آب از چاه‌های آب و بعدها برای تولید الکتریسیته استفاده شد.
بزرگترین ماشین بادی در زمان جنگ جهانی دوم توسط آمریکائی‌ها ساخته شد.
در شوروی سابق در سال ۱۹۳۱ ماشینی بادی با محور افقی بکار انداختند که انتظار می‌رفت ۱۰۰ کیلو وات برق به شبکه بدهد. ارتفاع برج ۲۳ متر و قطر پره‌ها ۳۰٫۵ متر بود.

## انرژی باد
منشأ باد یک موضوع پیچیده‌است. از آنجاییکه زمین به‌طور نامساوی به وسیله نور خورشید گرم می‌شود بنابراین در قطب‌ها انرژی گرمایی کمتری نسبت به مناطق استوایی وجود دارد همچنین در خشکی‌ها تغییرات دما با سرعت بیشتری انجام می‌پذیرد و بنابراین خشکی‌ها زمین نسبت به دریاها زودتر گرم و زودتر سرد می‌شوند. این تفاوت دمای جهانی موجب به وجود آمدن یک سیستم جهانی تبادل حرارتی خواهد شد که از سطح زمین تا هوا کره، که مانند یک سقف مصنوعی عمل می‌کند، ادامه دارد. بیشتر انرژی که در حرکت باد وجود دارد را می‌توان در سطوح بالای جو پیدا کرد جایی که سرعت مداوم باد به بیش از ۱۶۰ کیلومتر در ساعت می‌رسد و سرانجام باد انرژی خود را در اثر اصطکاک با سطح زمین و جو از دست می‌دهد.
یک برآورد کلی این‌گونه می‌گوید که ۷۲ تراوات (TW) انرژی باد بر روی زمین وجود دارد که پتانسیل تبدیل به انرژی الکتریکی را دارد و این مقدار قابل افزایش نیز هست.

### مزایای انرژی بادی

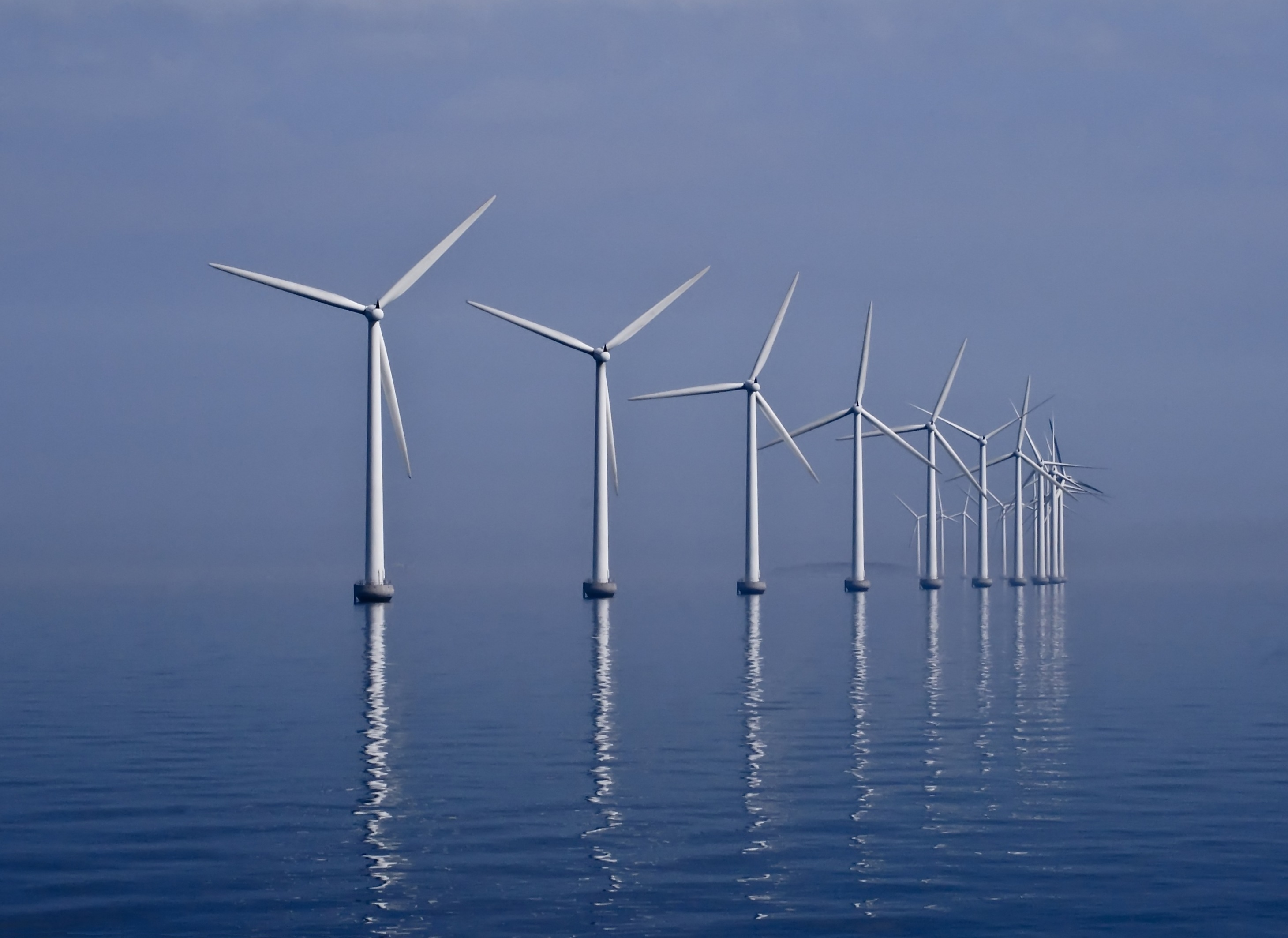
بسیاری از کشورها به دلیل بیشتر بودن بادها در دریا و اقیانوس، مزارع بادی خود را در میان آب‌ها ایجاد کرده‌اند.

از آنجایی که انرژی باد در زمستان (که در این فصل بهره‌وری انرژی خورشیدی کمتر است) با توجه به وزش باد بیشتر می‌باشد و همین وزش شدید باعث می‌شود که الکتریسیته بیشتری تولید گردد، بنابراین استفاده از انرژی باد در زمستان بسیار به صرفه است.
انرژی باد آلودگی ایجاد نمی‌کند و جزء انرژی‌های تجدید پذیر می‌باشد و هزینه این انرژی به مراتب کمتر از هزینه الکتریسیته تولید شده توسط زغال سنگ و شکافت هسته‌ای می‌باشد.

### مضرات انرژی بادی
یکی از مسائل مهم در ناکارآمدی انرژی باد مسئله زیست‌محیطی می‌باشد، با توجه به اینکه این مولدهای برق دارای ظاهر ناخوشایند و نسبت به دیگر انرژی‌های پاک دارای سر و صدای بالای هستند زندگی حیوانات را تحت تأثیر قرار می‌دهند و ظاهر محیط زیست را خراب می‌کنند.

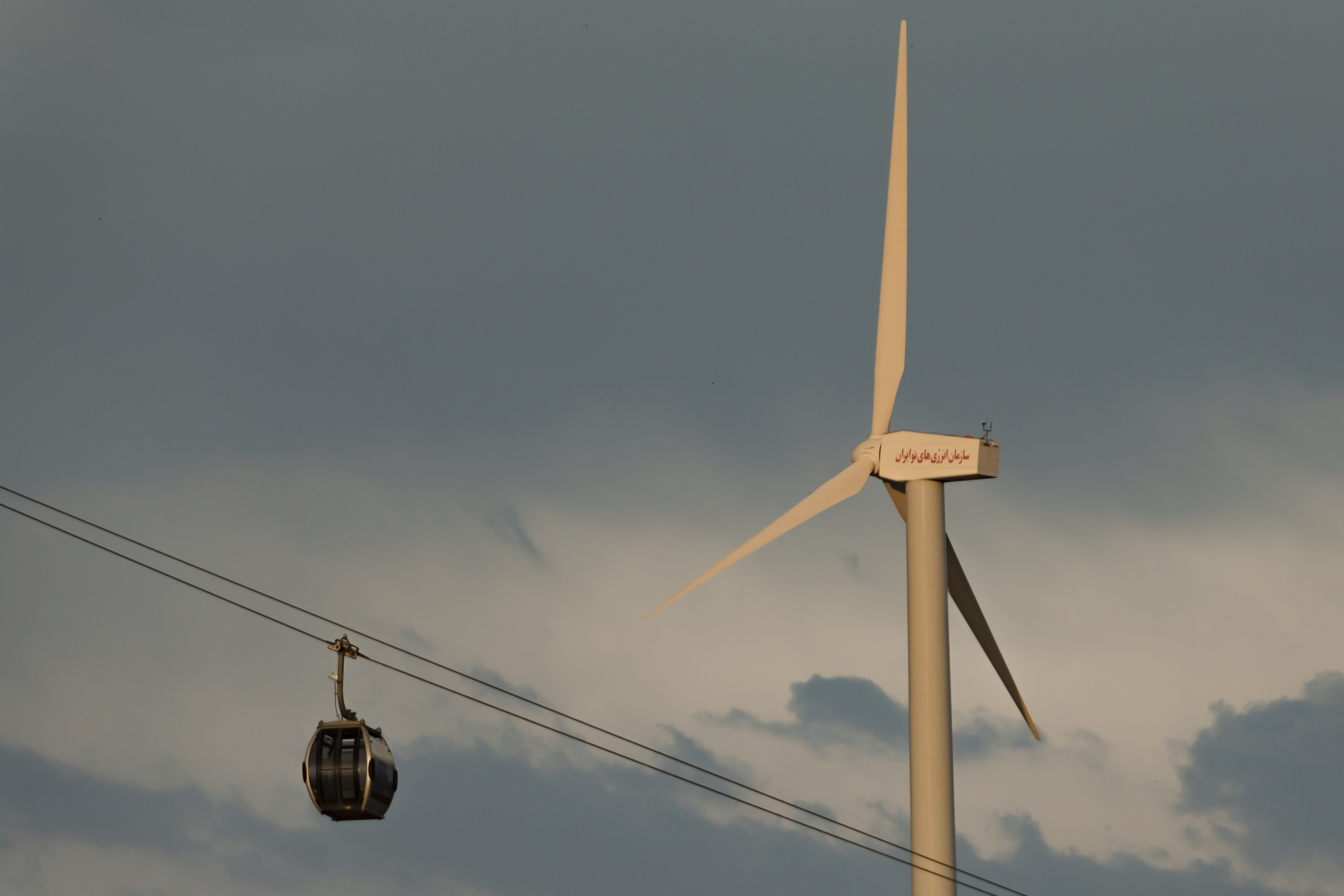
یک توربین بادی بر بلندی‌های شهر تبریز

### توان پتانسیل توربین
انرژی موجود در باد را می‌توان با عبور آن از داخل پره‌های و سپس انتقال گشتاور پره‌ها به روتور یک ژنراتور استخراج کرد. در این حالت میزان توان تبدیلی با تراکم باد، مساحت ناحیه جاروب شده توسط پره و مکعب سرعت باد بستگی دارد.
به این ترتیب میزان توان قابل تبدیل در باد را می‌توان به این ترتیب به دست آورد:: {\displaystyle P={\begin{matrix}{\frac {1}{2}}\end{matrix}}\alpha \rho \pi r^{2}v^{3}}
که در این فرمول P توان تبدیلی به وات، α ضریب بهره‌وری (که به طراحی توربین وابسته‌است)، ρ تراکم باد بر حسب کیلوگرم بر مترمکعب، r شعاع پره‌های توربین برحسب متر و v سرعت باد برحسب متر بر ثانیه‌است.
زمانی که توربین انرژی باد را می‌گیرد سرعت باد کم خواهد شد که این خود باعث جدا شدن باد می‌شود. آلبرت بتز (Albert Betz) فیزیکدان آلمانی در ۱۹۱۹ اثبات کرد که یک توربین حداکثر می‌تواند ۵۹ درصد از انرژی بادی را که در مسیر آن می‌وزد را استخراج کند و به این ترتیب α در معادله بالا هرگز بیشتر از ۰٫۵۹ نخواهد شد.
از ترکیب این قانون با معادله بالا می‌توان این‌گونه نتیجه گرفت:
- حجم هوایی که از منطقه جاروب شده توسط پره‌ها عبور می‌کند به میزان سرعت باد و چگالی هوا وابسته‌است. برای مثال در روزی سرد با دمای ۱۵ درجه سانتی‌گراد (۵۹ درجه فارنهایت) در سطح دریا، چگالی هوا برابر ۱٫۲۲۵ کیلوگرم بر متر مکعب است. در این حالت عبور بادی با سرعت ۸ متر بر ثانیه در روتوری به شعاع ۱۰۰ متر تقریباً موجب عبور ۷۷٬۰۰۰ کیلوگرم باد در منطقه جاروب شده توسط پره‌ها خواهد شد.
- انرژی جنبشی حجم مشخصی هوا به مجذور سرعت آن وابسته‌است و از آنجایی که حجم هوای عبور از توربین به صورت خطی با سرعت رابطه دارد، میزان توان قابل دسترسی در یک توربین با مکعب سرعت نسبت مستقیم دارد. مجموع توان در مثال بالا در توربینی با شعاع جاروب ۱۰۰ متر برابر ۲٫۵ مگاوات است که بر طبق قانون بتز بیشترین میزان انرژی استخراج شده از آن تقریباً برابر ۱٫۵ مگاوات خواهد بود.

### توزیع سرعت باد

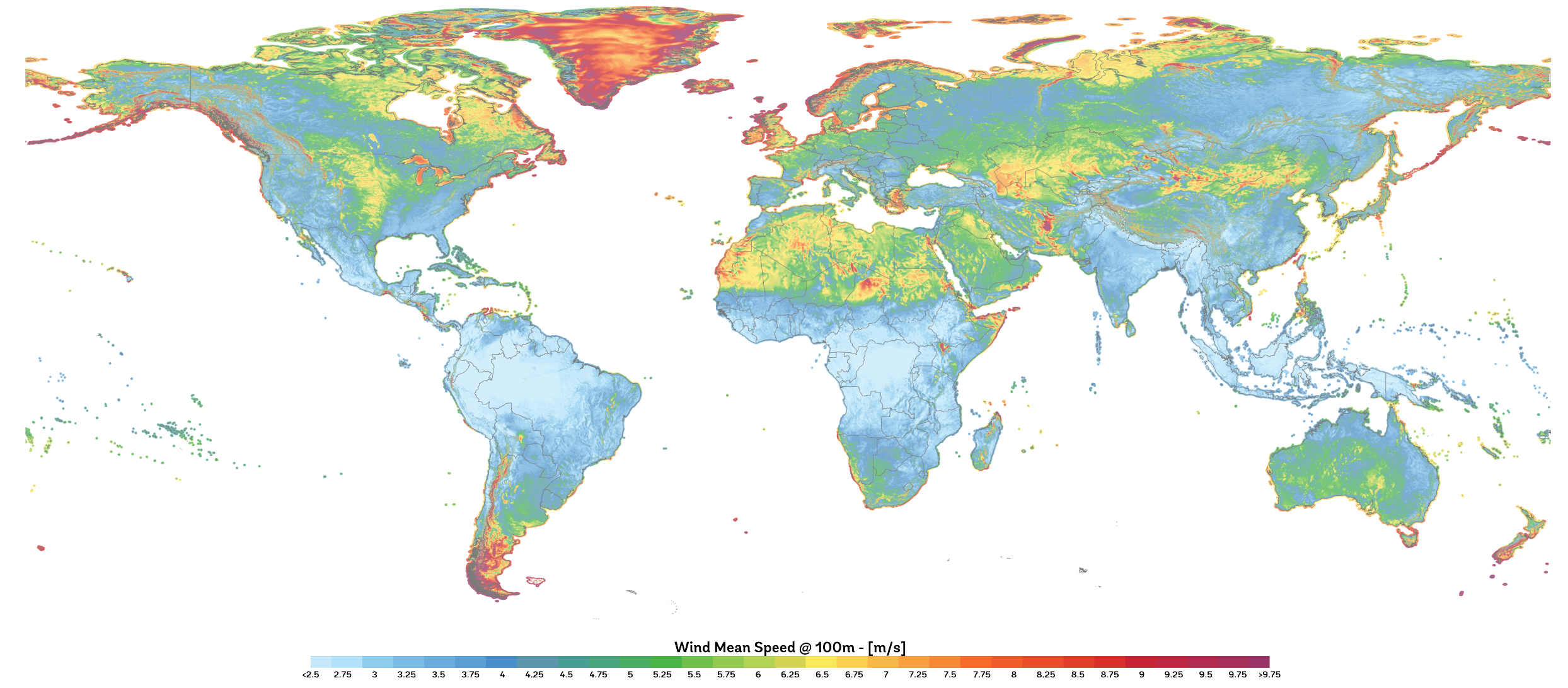
نقشه جهانی سرعت باد

میزان باد دائماً تغییر می‌کند میزان متوسط مشخص شده برای یک منطقه خاص صرفاً نمی‌تواند میزان تولید توربین بادی نصب شده در آن منطقه را مشخص کند. برای مشخص کردن فراوانی سرعت باد در یک منطقه معمولاً از یک ضریب توزیع در اطلاعات جمع‌آوری شده مربوط به منطقه استفاده می‌کنند. مناطق مختلف دارای مشخصه توزیع سرعت متفاوتی هستند. مدل رایلی (Rayleigh model) به‌طور دقیقی میزان ضریب توزیع سرعت در بسیاری مناطق را منعکس می‌کند.
از آنجاییکه بیشتر توان تولیدی در سرعت بالای باد تولید می‌شود، بیشتر انرژی تولیدی در بازه‌های زمانی کوتاه تولید می‌شود. بر طبق الگوی لی رنچ نیمی از انرژی تولیدی تنها در ۱۵٪ از زمان کارکرد توربین تولید می‌شود و در نتیجه نیروگاه‌های بادی مانند نیروگاه‌های سوختی دارای تولید انرژی پایداری نیستند. تأسیساتی که از برق بادی استفاده می‌کنند باید از ژنراتورهای پشتیبانی برای مدتی که تولید انرژی در توربین بادی پایین است استفاده کنند.

## ضریب ظرفیت
نوشتار اصلی:ضریب ظرفیت

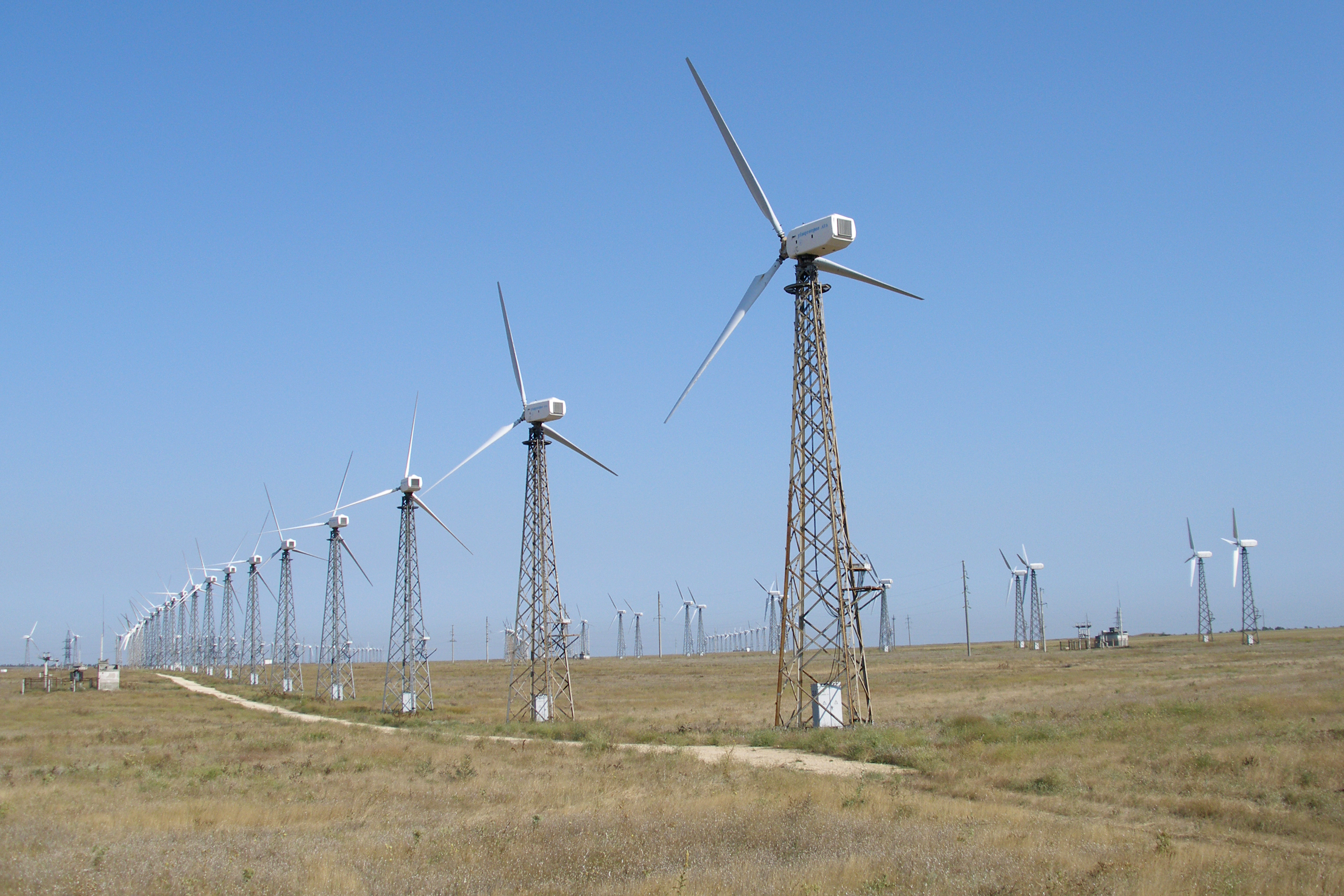
نوع دیگری از توربین های بادی

تا زمانی که سرعت باد ثابت نباشد تولید سالیانه انرژی الکتریکی توسط نیروگاه بادی هرگز برابر حاصل ضرب توان تولیدی نامی در مجموع ساعت کار آن در یک سال نخواهد شد. نسبت میزان توان حقیقی تولید شده توسط نیروگاه و ماکزیمم ظرفیت تولیدی نیروگاه را ضریب ظرفیت می‌نامند. یک نیروگاه بادی نصب شده در یک محل مناسب در ساحل ضریب ظرفیتی سالیانه‌ای در حدود ۳۵٪ دارد.
برعکس نیروگاه‌های سوختی ضریب ظرفیت در یک نیروگاه بادی به شدت به خصوصیات ذاتی باد وابسته‌است. ضریب ظرفیت در انواع دیگر نیروگاه‌ها معمولاً به بهای سوخت و زمان مورد نیاز برای انجام عملیات تعمیر بستگی دارد. از آنجایی که نیروگاه‌های هسته‌ای دارای هزینه سوخت نسبتاً پایینی هستند بنابراین محدودیت‌های مربوط به تأمین سوخت این نیروگاه‌ها نسبتاً پایین است که این خود ضریب ظرفیت این نیروگاه‌ها را به حدود ۹۰٪ می‌رساند. نیروگاه‌هایی که از توربین‌های گاز طبیعی برای تولید انرژی الکتریکی استفاده می‌کنند به علت پر هزینه بودن تأمین سوخت معمولاً تنها در زمان اوج مصرف به تولید می‌پردازند. به همین دلیل ضریب ظرفیت این توربین‌ها پایین بوده و معمولاً بین ۵–۲۵٪ می‌باشد.
بنا به یک تحقیق در دانشگاه استندورد که در نشریه کاربردی هواشناسی و اقلیم‌شناسی نیز به چاپ رسیده در صورت ساخت بیش از ده مزرعه بادی در مناطق مناسب و به‌طور پراکنده می‌توان تقریباً از ۳/۱ انرژی تولیدی آن‌ها برای تغذیه مصرف‌کننده‌های دائمی استفاده کرد.

## محدودیت‌های ادواری و نفوذ

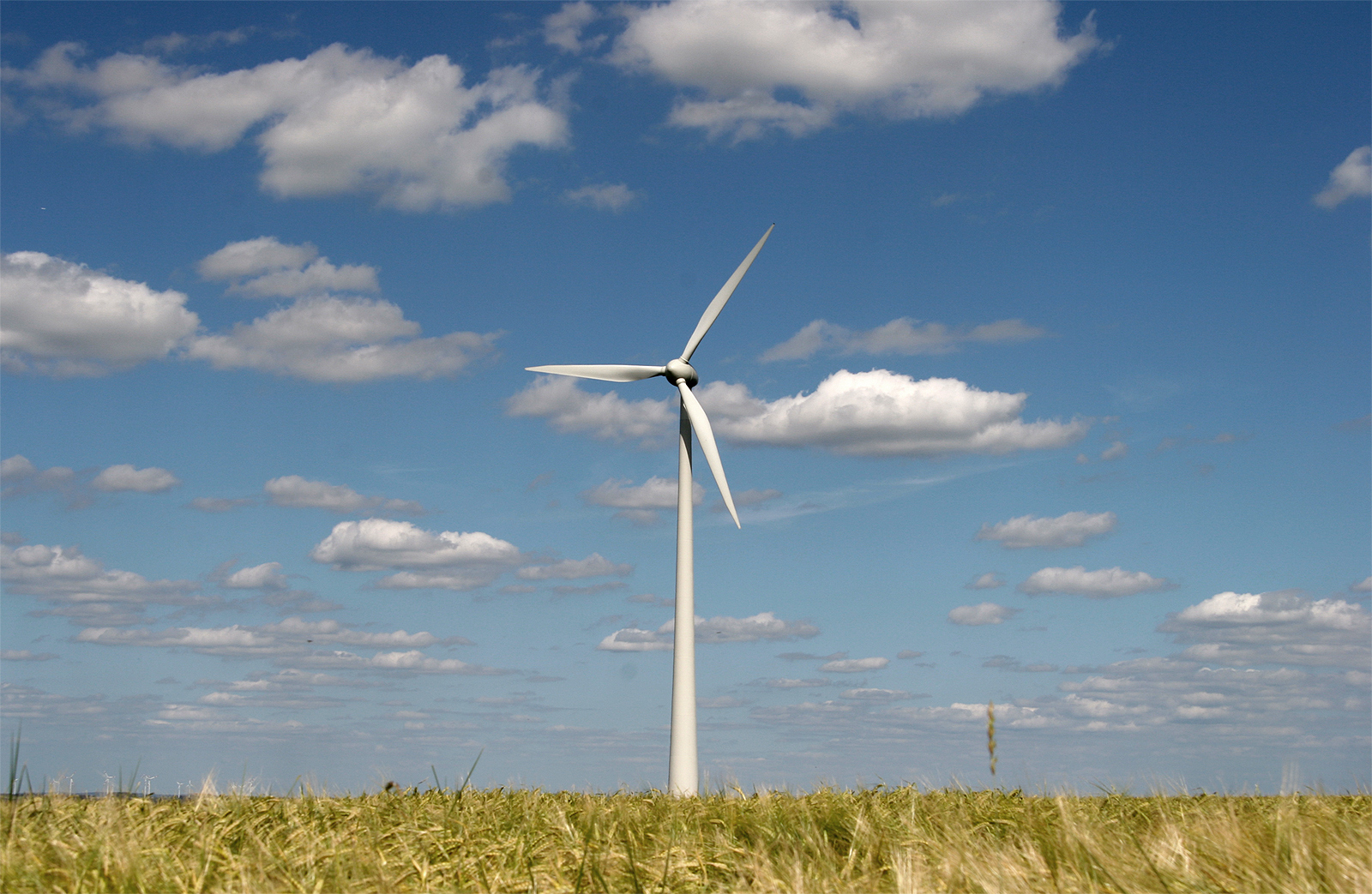
این نوع توربین‌های سه پره از پرکاربردترین طراحی‌ها برای توربین‌های بادی هستند.

میزان انرژی الکتریکی تولیدی توسط نیروگاه‌های بادی می‌تواند به شدت به چهار مقیاس زمانی ساعت به ساعت، روزانه و فصلی وابسته باشد. این میزان به تحولات آب و هوایی سالیانه نیز وابسته‌است اما تغییرات در این مقیاس زیاد محسوس نیستند. از آنجایی که برای ایجاد ثبات در شبکه، میزان انرژی الکتریکی تأمین شده و میزان مصرف باید در تعادل باشند از این جهت تغییرات دائم در میزان تولید این ضرورت را به وجود می‌آورد که از تعداد بیشتری نیروگاه بادی برای تولیدی متعادل‌تر در شبکه استفاده شود. از طرفی ادواری بودن طبیعی تولید انرژی باد موجب افزایش هزینه‌های تنظیم و راه‌اندازی می‌شود و (در سطوح بالا) ممکن است نیازمند اصول مدیریت تقاضای انرژی یا ذخیره‌سازی انرژی باشد.

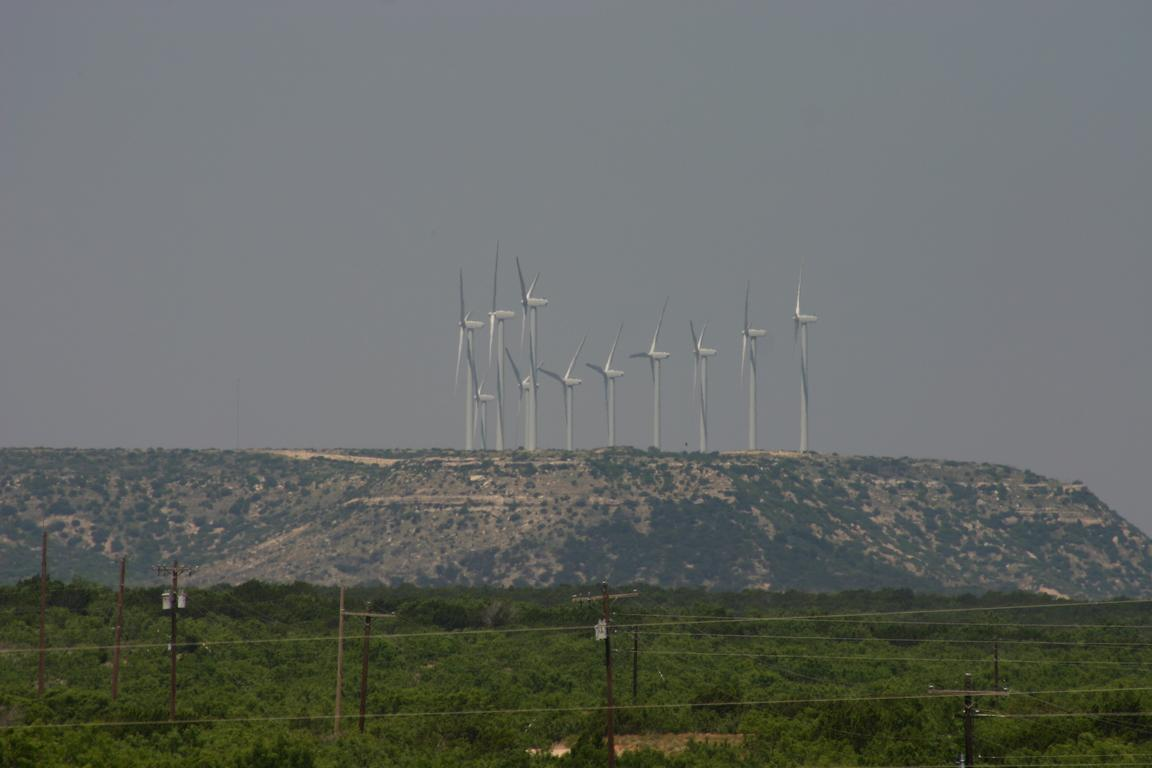
یک نیروگاه بادی در غرب ایالت تگزاس در آمریکا

از ذخیره‌سازی با استفاده از نیروگاه‌های آب تلمبه‌ای یا دیگر روش‌ها ذخیره‌سازی برق در شبکه می‌توانند برای به وجود آوردن تعادل در میزان تولید نیروگاه‌های بادی استفاده کرد اما در مقابل استفاده از این روش‌ها موجب افزایش ۲۵٪ هزینه‌های دائم اجرای چنین طرح‌هایی می‌شوند. ذخیره‌سازی انرژی الکتریکی موجب به وجود آمدن تعادل بین دو بازه زمانی کم مصرف و پر مصرف خواهد شد و از این جهت میزان صرفه‌جویی عاید از ذخیره‌سازی انرژی هزینه‌های اجرای آن را جبران می‌کند. یکی دیگر از راهکارهای ایجاد تعادل در تولید و مصرف سازگار کردن میزان مصرف با میزان تولید با استفاده از ایجاد تعرفه‌های متفاوت زمانی برای مصرف‌کننده‌هاست.

### پیش‌بینی‌پذیری
با توجه به تغییرات باد قابلیت پیش‌بینی محدودی (ساعتی یا روزانه) برای خروجی نیروگاه‌های بادی وجود دارد. مانند دیگر منابع انرژی تولید باد نیز باید از قابلیت برنامه‌ریزی برخوردار باشد اما طبیعت باد این پدیده را ذاتاً متغیر می‌کند. گرچه از روش‌هایی برای پیش‌بینی تولید توان این نیروگاه‌ها استفاده می‌شود اما در کل قابلیت پیش‌بینی‌پذیری این نیروگاه‌ها پایین است.
این عیب این‌گونه نیروگاه‌ها معمولاً با استفاده از روش‌های ذخیره‌سازی انرژی مانند استفاده از نیروگاه‌های آب تلمبه‌ای تا حدودی بر طرف می‌شود.

## جاگذاری توربین

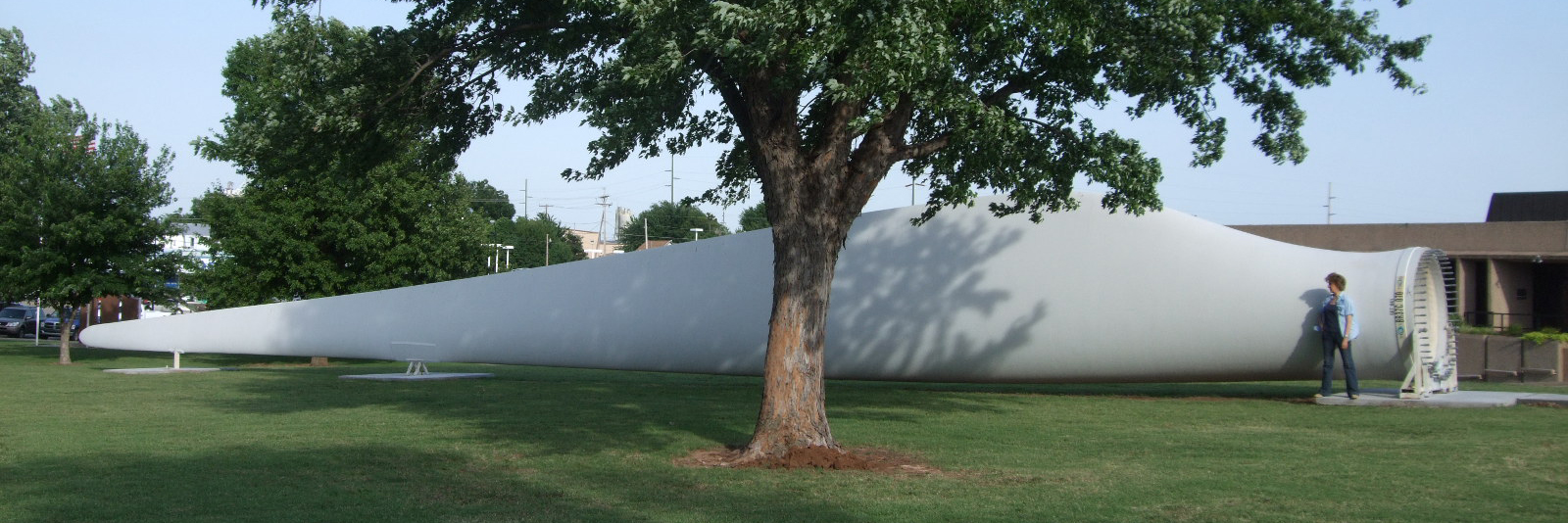
یک پره از یک توربین بادی

انتخاب مکان مناسب برای نصب نیروگاه بادی و جهت نصب توربین‌ها در محل از نکات حیاتی برای توسعه اقتصادی این‌گونه نیروگاه‌هاست. گذشته از دسترسی باد مناسب در محل مورد بحث، عوامل مهم دیگری مانند دسترسی به خطوط انتقال، قیمت زمین مورد استفاده، ملاحظات استفاده از زمین و مسائل زیست‌محیطی ساخت و بهره‌برداری نیز در انتخاب یک محل برای نصب نیروگاه‌ها مؤثر است. از این رو استفاده از نیروگاه‌های بادی در مناطق دور از ساحل ممکن است هزینه‌های مربوط به ساخت یا ضریب ظرفیت را با استفاده از کاهش هزینه‌های تولید برق جبران کنند.

## بهره‌برداری از برق بادی
| رتبه | کشور                    | ۲۰۰۵   | ۲۰۰۶   | ۲۰۰۷   | ۲۰۰۸    |
| ---- | ----------------------- | ------ | ------ | ------ | ------- |
| ۱    | آمریکا                  | ۹٬۱۴۹  | ۱۱٬۶۰۳ | ۱۶٬۸۱۹ | ۲۵٬۱۷۰  |
| ۲    | آلمان                   | ۱۸٬۴۲۸ | ۲۰٬۶۲۲ | ۲۲٬۲۴۷ | ۲۳٬۹۰۳  |
| ۳    | اسپانیا                 | ۱۰٬۰۲۸ | ۱۱٬۶۳۰ | ۱۵٬۱۴۵ | ۱۶٬۷۴۰  |
| ۴    | چین                     | ۱٬۲۶۶  | ۲٬۵۹۹  | ۵۹۱۲   | ۱۲٬۲۱۰  |
| ۵    | هند                     | ۴٬۴۳۰  | ۶٬۲۷۰  | ۷۸۵۰   | ۹٬۵۸۷   |
| ۶    | ایتالیا                 | ۱٬۷۱۸  | ۲٬۱۲۳  | ۲٬۷۲۶  | ۳٬۷۳۶   |
| ۷    | فرانسه                  | ۷۷۹    | ۱٬۵۸۹  | ۲٬۴۷۷  | ۳٬۴۲۶   |
| ۸    | انگلیس                  | ۱٬۳۵۳  | ۱٬۹۶۳  | ۲٬۳۸۹  | ۳٬۲۸۸   |
| ۹    | دانمارک                 | ۳٬۱۳۲  | ۳٬۱۴۰  | ۳٬۱۲۹  | ۳٬۱۶۴   |
| ۱۰   | پرتغال                  | ۱٬۰۲۲  | ۱٬۷۱۶  | ۲٬۱۳۰  | ۲٬۸۶۲   |
| ۱۱   | کانادا                  | ۶۸۳    | ۱٬۴۶۰  | ۱٬۸۴۶  | ۲٬۳۶۹   |
| ۱۲   | هلند                    | ۱٬۲۳۶  | ۱٬۵۷۱  | ۱٬۷۵۹  | ۲٬۲۳۷   |
| ۱۳   | ژاپن                    | ۱٬۰۴۰  | ۱٬۳۰۹  | ۱٬۵۲۸  | ۱٬۸۸۰   |
| ۱۴   | استرالیا                | ۵۷۹    | ۸۱۷    | ۸۱۷    | ۱٬۴۹۴   |
| ۱۵   | ایرلند                  | ۴۹۵    | ۷۴۶    | ۸۰۵    | ۱٬۲۴۵   |
| ۱۶   | سوئد                    | ۵۰۹    | ۵۷۱    | ۸۳۱    | ۱٬۰۶۷   |
| ۱۷   | اتریش                   | ۸۱۹    | ۹۶۵    | ۹۸۲    | ۹۹۵     |
| ۱۸   | یونان                   | ۵۷۳    | ۷۵۸    | ۸۷۳    | ۹۹۰     |
| ۱۹   | لهستان                  | ۸۳     | ۱۵۳    | ۲۷۶    | ۴۷۲     |
| ۲۰   | ترکیه                   | ۲۰     | ۶۵     | ۲۰۷    | ۴۳۳     |
| ۲۱   | نروژ                    | ۲۶۸    | ۳۲۵    | ۳۳۳    | ۴۲۸     |
| ۲۲   | مصر                     | ۱۴۵    | ۲۳۰    | ۳۱۰    | ۳۹۰     |
| ۲۳   | بلژیک                   | ۱۶۷    | ۱۹۴    | ۲۸۷    | ۳۸۴     |
| ۲۴   | تایوان                  | ۱۰۴    | ۱۸۸    | ۲۸۰    | ۳۵۸     |
| ۲۵   | برزیل                   | ۲۹     | ۲۳۷    | ۲۴۷    | ۳۳۹     |
| ۲۶   | نیوزیلند                | ۱۶۸    | ۱۷۱    | ۳۲۲    | ۳۲۵     |
| ۲۷   | کره جنوبی               | ۱۱۹    | ۱۷۶    | ۱۹۲    | ۲۷۸     |
| ۲۸   | بلغارستان               | ۱۴     | ۳۶     | ۵۷     | ۱۵۸     |
| ۲۹   | جمهوری چک               | ۳۰     | ۵۷     | ۱۱۶    | ۱۵۰     |
| ۳۰   | فنلاند                  | ۸۲     | ۸۶     | ۱۱۰    | ۱۴۰     |
| ۳۱   | مجارستان                | ۱۸     | ۶۱     | ۶۵     | ۱۲۷     |
| ۳۲   | مراکش                   | ۶۴     | ۶۴     | ۱۲۵    | ۱۲۵     |
| ۳۳   | اوکراین                 | ۷۷     | ۸۶     | ۸۹     | ۹۰      |
| ۳۴   | مکزیک                   | ۲      | ۸۴     | ۸۵     | ۸۵      |
| ۳۵   | ایران                   | ۳۲     | ۴۷     | ۶۷     | ۸۲      |
|      | بقیه اروپا              | ۱۴۱    | ۲۰۴    | ۲۳۳    | ۲۶۱     |
|      | بقیه قاره آمریکا        | ۱۵۵    | ۱۵۹    | ۱۸۴    | ۲۱۰     |
|      | بقیه آفریقا و خاورمیانه | ۵۲     | ۵۲     | ۵۱     | ۵۶      |
|      | بقیه آسیا و اقیانوسیه   | ۲۷     | ۲۷     | ۲۷     | ۳۶      |
|      | کل جهان                 | ۵۹٬۰۲۴ | ۷۴٬۱۵۱ | ۹۳٬۹۲۷ | ۱۲۱٬۱۸۸ |

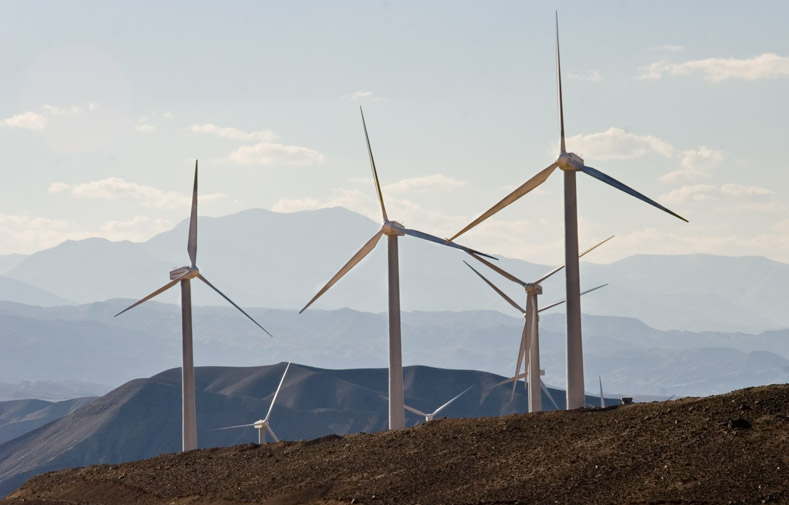
یک مزرعه بادی در نزدیکی منجیل

در جهان هزاران توربین بادی در حال بهره‌برداری وجود دارد که ظرفیت تولیدی آن‌ها به ۷۳٫۹۰۴ مگاوات می‌رسد و در این میان اتحادیه اروپا ۶۵٪ از کل توان بادی جهان را تولید می‌کند. تولید برق بادی در میان دیگر روش‌های تولید انرژی الکتریکی دارای بیشتری شتاب رشد در قرن ۲۱ بوده‌است به‌طوری‌که تولید توان بادی جهان در بین سال‌های ۲۰۰۰ تا ۲۰۰۶ چهار برابر شده‌است. در دانمارک و اسپانیا برق بادی حدود ۱۰٪ یا بیشتر ازکل تولید انرژی الکتریکی را تشکیل می‌دهد. گرچه ۸۱٪ از توان بادی تولید شده در جهان به ایالات متحده و اتحادیه اروپا تعلق دارد اما سهم پنج کشور اول تولیدکننده برق بادی از ۷۱٪ در سال ۲۰۰۴ به ۵۵٪ در سال ۲۰۰۵ کاهش یافته‌است.
انجمن جهانی انرژی بادی پیش‌بینی کرده در سال ۲۰۱۰ ظرفیت تولیدی برق بادی به ۱۶۰ گیگاوات برسد. با توجه به میزان تولید کنونی ۷۳٫۹ مگاوات این رقم پیش‌بینی یک رشد ۲۱٪ را در هر سال نشان می‌دهد.
از جمله کشورهایی که سرمایه‌گذاری زیادی در این زمینه انجام داده‌اند می‌توان به آلمان، اسپانیا، ایالات متحده، هند و دانمارک اشاره کرد. کشور دانمارک یکی از کشورهای برجسته در تولید تجهیزات و استفاده از توان بادی است. دولت دانمارک در دهه ۱۹۷۰ ملزم شد تا تولید انرژی الکتریکی از انرژی باد را به ۵۰٪ کل تولید برق برساند و تا به امروز برق بادی ۲۰٪ (بیشترین میزان تولید برق بادی از نظر درصد تولید) از کل تولید انرژی الکتریکی در این کشور را تشکیل می‌دهد؛ این کشور هچنین پنجمین تولیدکننده بزرگ برق بادی محسوب می‌شود (در حالی که دانمارک از نظر میزان مصرف در جهان رتبه ۵۶ را دراست). آلمان و دانمارک دو کشور پیشتاز در زمینه صادرات توربین‌های بزرگ (۰٫۶۶ تا ۵ مگاوات) به حساب می‌آیند.
آلمان یکی از کشورهای پیشتاز در زمینه تولید برق بادی بوده‌است به‌طوری‌که در سال ۲۰۰۶ این کشور ۲۸٪ از کل توان بادی تولید شده در جهان (۷٫۳٪ در آلمان) را به خود اختصاص داده‌است. این در حالی است که آلمان برنامه دارد تا سال ۲۰۱۰ ۱۲٫۵٪ از کل توان تولیدی خود را از منابع تجدیدپذیر تأمین نماید. کشور آلمان دارای حدود ۱۸۶۰۰ توربین بادی است که بیشتر آن‌ها در شمال آلمان نصب شده‌اند که در این میان سه توربین از بزرگترین توربین‌های جهان نیز وجود دارند.
در سال ۲۰۰۵ دولت اسپانیا قانونی را تصویب کرد که بر طبق آن نصب ۲۰۰۰۰ مگاوات ظرفیت بادی تا سال ۲۰۱۲ در برنامه دولت قرار گرفت. البته در سال ۲۰۰۶ یارانه‌ها و پشتیبانی دولت از ساخت این ظرفیت‌ها به ناگهان قطع شد. قابل ذکر است که در سال ۲۰۰۵ در هر دو کشور آلمان و اسپانیا تولید انرژی الکتریکی از راه استفاده از نیروگاه‌های بادی از تولید انرژی الکتریکی به وسیله نیروگاه‌های برق آبی بیشتر بود.
در سال‌های اخیر ایالات متحده از هر کشور دیگری بیشتر توربین بادی به شبکه برق خود افزوده‌است. تولید برق بادی در ایالات متحده در بازه زمانی بین فوریه ۲۰۰۶ تا فوریه ۲۰۰۷ ۳۱٫۸٪ رشد را نشان می‌دهد. ایالت تگزاس با پیشی گرفتن از کالیفرنیا اکنون بیشترین تولید برق بادی را در بین ایالت‌های مختلف این کشور دارد. تگزاس در سال ۲۰۰۹ نزدیک به ۱۷٪ برق خود را از باد به‌دست آورد، و تگزاس اکنون بزرگترین مزرعه بادی جهان را با ۷۸۲ مگاوات ظرفیت در روستایی به نام راسکو در اختیار دارد.

## برق بادی در مقیاس‌های کوچک
تجهیزات تولید برق بادی در مقیاس کوچک (۱۰۰ کیلووات یا کمتر) معمولاً برای تغذیه منازل، زمین‌های کشاورزی یا مراکز تجاری کوچک مورد استفاده قرار می‌گیرد. در برخی از مکان‌های دور افتاده که مجبور به استفاده از ژنراتورهای دیزلی هستند مالکان محل ترجیح می‌دهند که از توربین‌های بادی استفاده کنند تا از ضرورت سوزاندن سوخت‌ها جلوگیری شود. در برخی موارد نیز برای کاهش هزینه‌های خرید برق یا برای استفاده برق پاک از این توربین‌ها استفاده می‌شود.
برای تغذیه منازل دورافتاده از توربین‌های بادی با اتصال به باتری استفاده می‌شود. در ایالات متحده استفاده از توربین‌های بادی متصل به شبکه در رنج‌های ۱ تا ۱۰ کیلووات برای تغذیه منازل به‌طور فزاینده‌ای در حال گسترش است. توربین‌های متصل به شبکه در هنگام کار نیاز به استفاده از برق شبکه را از بین می‌برند. در سیستم‌های جدا از شبکه یا باید از برق به صورت دوره‌ای استفاده کرد یا از باتری برای ذخیره‌سازی انرژی استفاده کرد.
در مناطق شهری که امکان استفاده از باد در مقیاس‌های زیاد وجود ندارد نیز ممکن است از انرژی بادی در کاربردهای خاصی مانند پارک مترها یا درگاه‌های بی‌سیم اینترنت با استفاده از یک باتری یا یک باتری خورشیدی استفاده شود تا ضرورت اتصال به شبکه از بین برود.

## انواع کاربرد توربین‌های بادی

### ۲-[کاربرد نیروگاهی]

#### پمپاژ اب در مناطق دور افتاده
یکی از کاربردهای مهم غیر نیرو گاهی انرژی حاصل از استحصال انرژی بادی پمپاژ آب می‌باشد. با توجه به برتری انرژی برق. در سال‌های انقلاب صنعتی و رونق پمپ‌های الکترو موتور به جای پمپ‌های بادی هنوز پمپ‌های بادی در مناطقی از چین و آفریقای جنوبی آرژانتین و ایالات متحده آمریکا به فروش می‌رسد.
پمپ‌های بادی عمدتاً از نوع توربین‌های بادی پر پره کلاسیک می‌باشد؛ که تکنولوژی در این زمینه دز دهه‌های اخیر به مداوم بهبود یافته‌است.
موارد استفاده از پمپ‌های بادی جهت پمپاژ اب عبارتند از:
الف-تامین اب مصرفی ب-آ بیاری زمین در مقیاس کم ج-آبیاری حجم کم جهت پرورش آبزیان د-تامین اب آشامیدنی حیوانات در مناطق دور افتاده.

#### ۲-توربین‌های کوچک تولیدکننده برق
جزیره مصرف به منطقه‌ای که برق‌رسانی به ان از طریق شبکهٔ سراسری برق غیر منطقی و غیر اقتصادی باشد و همچنین تأمین برق ان از طریق مولدهای کوچک برقی تأمین می‌شود گفته می‌شود. توربین بادی نقش مؤثری در بهبود تأمین برق جزیره مصرف ویا به عنوان اصلی‌ترین کاربرد غیر نیروگاهی به حساب می‌آید.
از نظر هزینه اولیه توربین‌های برق بادی در مقایسه با مجموع موتور برق و هزینه سوخت ان  کاملاً مقرون به صرفه می‌باشد.
امروزه این توربین‌ها در مقیاس پایین تا قدرت ۱۰ کیلو وات برای تأمین برق مورد نیاز مناطق جزیره مصرف مورد استفاده قرار می‌گیرد؛ که می‌توان ازآن به حالت ترکیبی با منابع فتوولتاییک با ژنراتورهای دیزلی مورد استفاده قرار گیرد.

#### ۳-شارژ باتری
سومین دسته کاربرد غیر نیروگاهی شارژ باتری می‌باشد.
جهت شارژ باتری استفاده از توربین‌های با قیمت ارزان و توربین‌های با روتور قطر ۳ متر کاربرد دارد؛ که
استفادهاز آن در مصرف خانگی و کاربردهای تجاری می‌باشد و در مصارف مشابه تأمین برق دستگاه‌های کمک ناوبری و مخابرات نیز کاربرد فراوان دارد.

## کاربرد نیروگاهی
کاربردهای نیروگاهی توربین‌های برق بادی شامل کاربردهای متصل به شبکه برق‌رسانی کلی است که جهت استحصال انرژی برق در مقیاس‌های رده‌بندی شده زیر استفاده می‌شود.

### ۱-توربین‌های بادی منفرد
اندازه این توربین‌ها از۱۰ تا ۱۰۰ کیلو وات که کاربردان در نزدیکی کشتزارها واستفاده گروهی خانه‌های مسکونی ویا صنعتی کشاورزی استفاده می‌شود.

### ۲-توربین‌های گروهی تولید باد

#### الف-نیروگاه‌های کوچک
عمده مصرف این نیرگاه‌ها مصرف خصوصی بوده که تا ظرفیت تولید ان به ۸۰ کیلو وات می‌رسد. قطر روتور در این توربین‌ها میانگین به ۲۰ متر می‌رسد.

#### ب-نیرو گاه‌ها حجم متوسط
معمولاً صاحبان این نیروگاه‌ها تعاونی‌های برق بادی ویا خصوصی هستند که به شبکه سراسری برق می‌فروشند.
ظرفیت تولید این نیروگاه‌ها از ۸۰ تا ۷۵۰ کیلو وات می‌باشد و قطر روتور ان از ۲۰ تا ۴۵ متر می‌رسد.

#### ج-نیرو گاه‌ها ی بزرگ
سرمایه‌گذاری‌های لازم جهت این احداث این نیرو گاه‌ها به چند میلیون یورو می‌رسد. ظرفیت تولیدی بیش از ۷۵۰ کیلو وات و قطر روتور ان به بیش از ۴۵ متر می‌رسد.

## آثار زیست‌محیطی

### انتشار CO۲ و آلودگی
توربین‌ها بادی برای راه‌اندازی و بهره‌برداری نیاز به هیچ گونه سوختی ندارند و بنابراین در قبال انرژی الکتریکی تولید آلودگی مستقیمی ایجاد نمی‌کنند. بهره‌برداری از این توربین‌ها دی‌اکسید کربن، دی‌اکسید گوگرد، جیوه، ذرات معلق یا هیچ گونه عامل آلوده‌کننده هوا تولید نمی‌کند. اما توربین‌ها بادی در مراحل ساخت از منابع مختلفی استفاده می‌کنند. در طول ساخت نیروگاه‌های بادی باید از موادی مانند فولاد، بتن، آلمینیوم و… استفاده کرد که تولید و انتقال آن‌ها نیازمند مصرف انواع سوخت‌هاست. دی‌اکسید کربن تولید شده در این مراحل پس از حدود ۹ ماه کار کردن نیروگاه جبران خواهد شد.
نیروگاه‌های سوخت فسیلی که برای تنظیم برق تولیدی در نیروگاه‌های بادی مورد استفاده قرار می‌گیرند موجب ایجاد آلودگی خواهند شد:
بعضی از اوقات به این نکته اشاره می‌شود که نیروگاه‌های بادی نمی‌توانند میزان دی‌اکسید کربن تولیدی را کاهش دهند چراکه برق تولیدی از طریق نیروگاه بادی به دلیل نامنظم بودن همیشه باید به وسیله یک نیروگاه سوخت فسیلی پشتیبانی شود. نیروگاه‌های بادی نمی‌توانند به‌طور کامل جایگزین نیروگاه‌های سوخت فسیلی شوند اما با تولید انرژی الکتریکی مبنای تولیدی نیروگاه‌های حرارتی را کاهش داده و از تولید آن‌ها می‌کاهند که به این ترتیب میزان انتشار دی‌اکسید کربن کاهش می‌یابد.

### تأثیرات بوم شناختی
برخلاف نیروگاه‌های هسته‌ای و نیروگاه‌های سوخت فسیلی که مقدار زیادی آب را برای خنک کردن منتشر می‌کنند، نیروگاه‌های بادی نیازی به آب برای تولید انرژی الکتریکی ندارند.
دربارهٔ نشت روغن یا آب سیالی که در نیروگاه‌ها مورد استفاده قرار می‌گیرد حوادث متعددی گزارش شده. در برخی موارد سیال وارد آب شرب مناطق اطراف نیز می‌شود که خسارت‌هایی را بر جای خواهد گذاشت. این سیال‌های معمولاً در اثر حرکت در پره توربین موادی را در خود حل کرده و سپس در محیط پراکنده می‌کنند.

### استفاده از زمین
توربین‌های بادی باید ده برابر قطرشان در راستای باد غالب و پنج برابر قطرشان در راستای عمودی از هم فاصله داشته باشند تا کمترین تلفات حاصل شود. در نتیجه توربین‌های بادی تقریباً به ۰٫۱ کیلومترمربع مکان خالی به ازای هر مگاوات توان نامی تولیدی نیازمند هستند.
معمولاً برای نصب این توربین‌ها نیازی به پاکسازی درختان منطقه نیست. کشاورزان می‌توانند برای ساخت این توربین‌ها زمین‌های خود را به شرکت‌های سازنده اجاره می‌دهند. در ایالات متحده کشاورزان حدود ۲ تا ۵ هزار دلار به ازای هر توربین در هر سال دریافت می‌کنند. زمین‌ها مورد استفاده قرار گرفته برای توربین‌ها بادی همچنان می‌توانند برای کشاورزی و چرای دام مورد استفاده قرار بگیرند چراکه تنها ۱٪ از زمین برای ساخت پی توربین و راه دسترسی مورد استفاده قرار می‌گیرد و به عبارت دیگر ۹۹٪ زمین هنوز قابل استفاده‌است.
توربین‌های بادی عموماً در مناطق شهری نصب نمی‌شوند چراکه ساختمان‌ها جلوی وزش باد را سد می‌کنند و قیمت زمین نیز معمولاً زیاد است. با این حال پروژه نمایشی تورنتو اثبات کرد که نصب توربین‌های بادی در چنین مکان‌هایی نیز ممکن است.

### آثار بر روی حیات وحش

#### پرندگان
برخی از توربین‌های بادی موجب کشته شدن پرنده‌ها به ویژه پرنده‌های شکاری می‌شوند البته مطالعات نشان می‌دهد که تعداد پرنده‌های کشته شده توسط توربین‌های بادی در مقابل عوامل انسانی دیگر کشته شدن پرندگان مانند خطوط برق، ترافیک، شکار، ساختمان‌های بلند و به ویژه استفاده از منابع آلوده انرژی تعداد بسیار ناچیزی است؛ برای مثال در انگلستان که در آن چندین هزار توربین بادی وجود دارد تقریباً در هر سال تنها یک پرنده در هر توربین کشته می‌شود در حالی که تنها در اثر آثار مخرب استفاده از خودروها هر سال در حدود ۱۰ میلیون پرنده کشته می‌شوند. در ایالات متحده توربین‌ها هر سال در حدود ۷۰٬۰۰۰ پرنده را می‌کشند که در مقابل ۵۷ میلیون پرنده کشته شده در اثر استفاده از خودروها یا ۹۷٫۵ میلیون پرنده کشته شده در اثر برخورد با شیشه‌ها مقدار اندکی است. مقاله‌ای در رابطه با طبیعت اظهار داشته که هر توربین به‌طور متوسط هر سال ۰٫۰۳پرنده یا به عبارتی ۱ پرنده در طول ۳۰ سال می‌کشد.

## نیروگاه بادی در آسمان
رایان رابرت مهندس استرالیایی راه حل جالبی برای نیروگاه بادی در آسمان دارد به اعتقاد او به جای برافراشتن توربین‌ها روی زمین، آن‌ها را در جریان تند باد در ارتفاع ۱۵ تا ۴۵ هزار پایی شناور می‌سازیم. او با همکاری سه مهندس دیگر دستگاهی را ساخته‌اند که ژنراتور الکتریکی پرنده (FEG) نام گرفته‌است این دستگاه مانند بادبادک در هوا شناور می‌ماند و بادهایی با سرعت ۲۰۰ مایل بر ساعت، پره‌های آن را می‌چرخانند. جریان الکتریکی تولید شده از راه رشته بسیار محکمی به ایستگاه زمینی فرستاده می‌شود. به نظر این مهندس استرالیایی می‌توان ۶۰۰ عدد از این دستگاه‌ها را در هوا داشت که هر کدام ۲۰ مگاوات برق تولید می‌کنند

## نیروگاه بادی در دریا
نوشتار اصلی:نیروگاه بادی دریایی
گاهی باد مورد نیاز در فراساحل به دست می‌آید که عمق آب عامل تعیین‌کننده هزینه‌ها است. عموماً تا ۴۰ کیلومتری ساحل می‌توان تأسیسات را برپا کرد. برآورد شده که توان باد فراساحلی حداقل ۲ برابر توان بادی روی خشکی هستند. تکنولوژی استحصال انرژی باد فراساحل کاملاً مهیا است ولی هزینه کار در فراساحل و انتقال انرژی به ساحل عموماً تولید برق را غیر اقتصادی می‌کند.

## بزرگترین توربین بادی جهان
بزرگترین توربین بادی جهان در حال حاضر در دریای شمال در فاصله ۲۴ کیلومتری سواحل اسکاتلند نصب شده و در حال آزمایش است. این نخستین باری است که توربین‌هایی به این ابعاد در دریا آزمایش می‌شوند. ژنراتور توربین‌ها در عمق ۴۴ متری سطح دریا کار گذاشته شده‌است که در نوع خود رکورد جدیدی است. توربین‌هایی در این ابعاد برای نصب در دریا و دور از ساحل مناسب هستند تا از وزش پیوسته و بدون تلاطم باد بهره‌گیری کنند. انتظار می‌رود این توربین‌ها ۹۶ درصد اوقات شبانه‌روز (۸۴۴۰ ساعت در سال) در حال کار باشند.